# Maks!
Maks! was een jongerenmagazine voor 14- tot 19-jarigen. Het werd door het Vlaams Ministerie van Onderwijs en Vorming gratis op iedere middelbare school uitgedeeld. Het maandelijks uitgegeven boekje was familie van andere gelijksoortige initiatieven, zoals Klasse, Klasse voor Ouders en Yeti. Ook die tijdschriften waren gratis verkrijgbaar in de middelbare scholen.
Door besparingen van de Vlaamse Overheid werd het blad eind 2014 stopgezet, samen met de andere tijdschriften van het Ministerie van Onderwijs.
Jongeren die met vragen zaten, konden bij de redactie van MAKS! terecht voor antwoorden en tips. Ook via de website van MAKS! konden ze hun vragen stellen. 